# Othonna
 Othonna  L., 1753 è un genere di piante angiosperme dicotiledoni della famiglia delle Asteraceae (sottofamiglia Asteroideae).

## Etimologia
L'etimologia del nome del genere deriva dal greco antico e fa riferimento all'indumento di peli lanuginosi tipico delle piante del genere.
Il nome scientifico del genere è stato definito dal botanico Carl Linnaeus (1707-1778) nella pubblicazione " Species Plantarum" ( Sp. Pl. 2: 924) del 1753.

## Descrizione

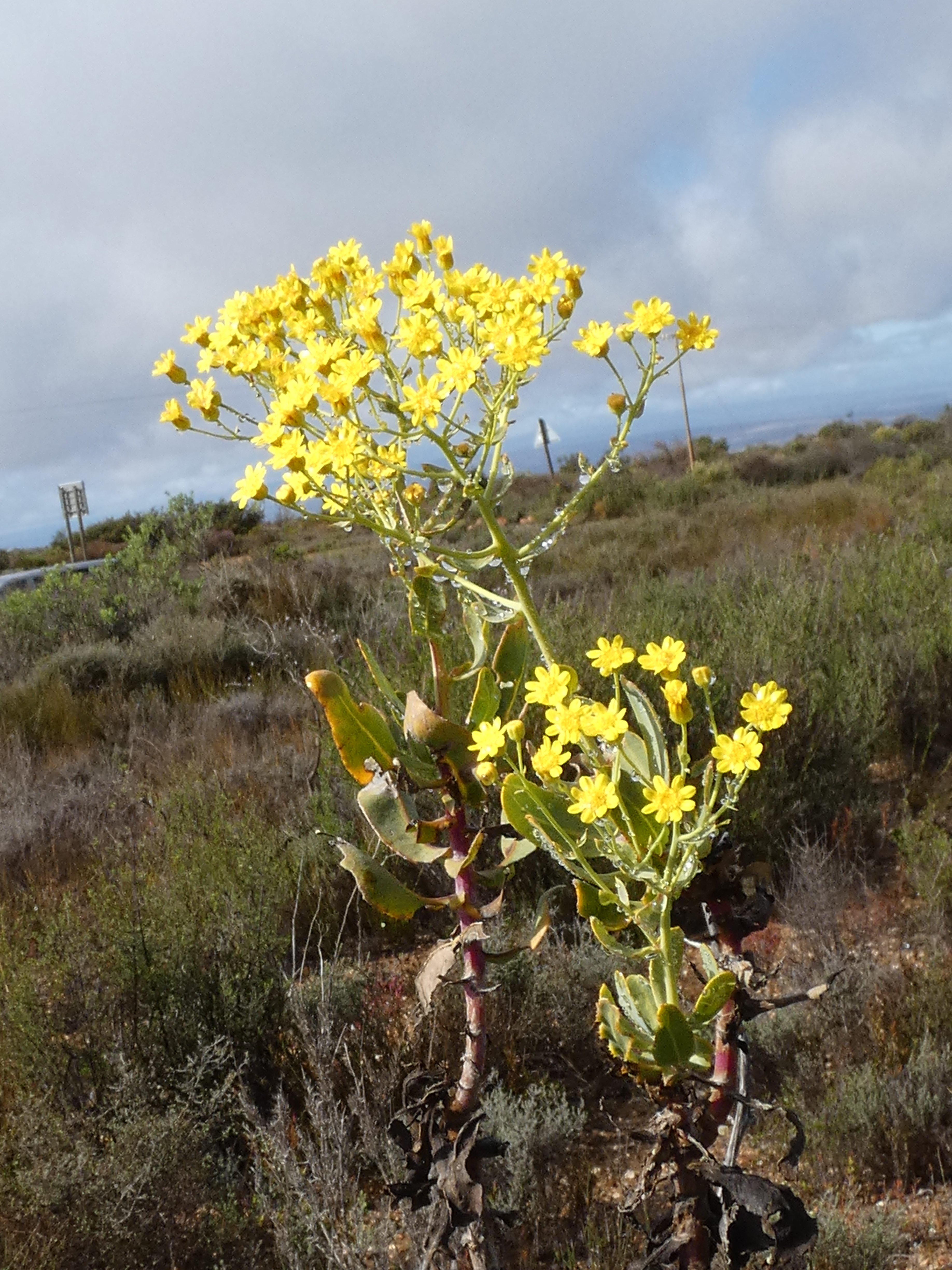
Il portamento
Othonna parviflora

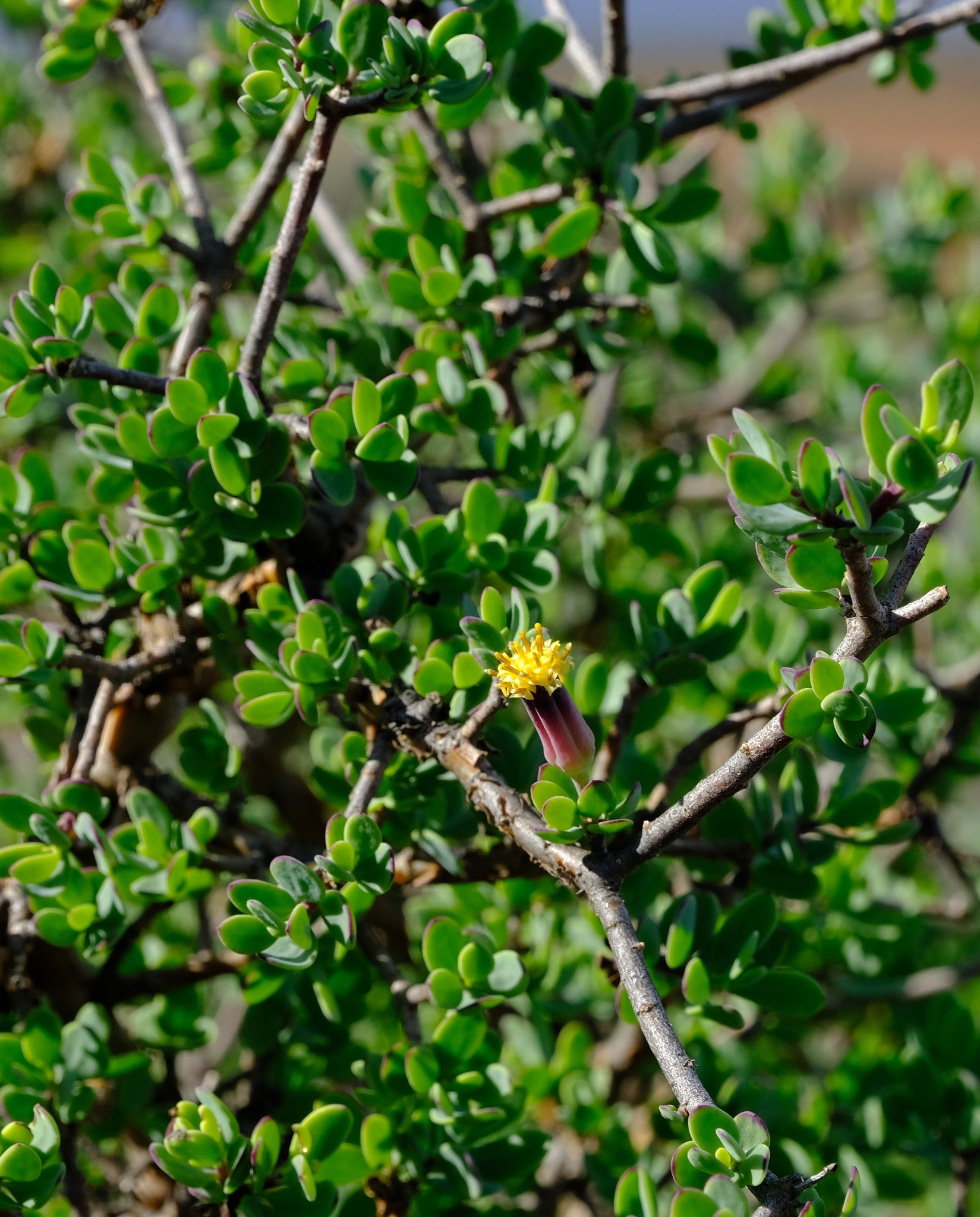
Le foglie
Othonna arbuscula

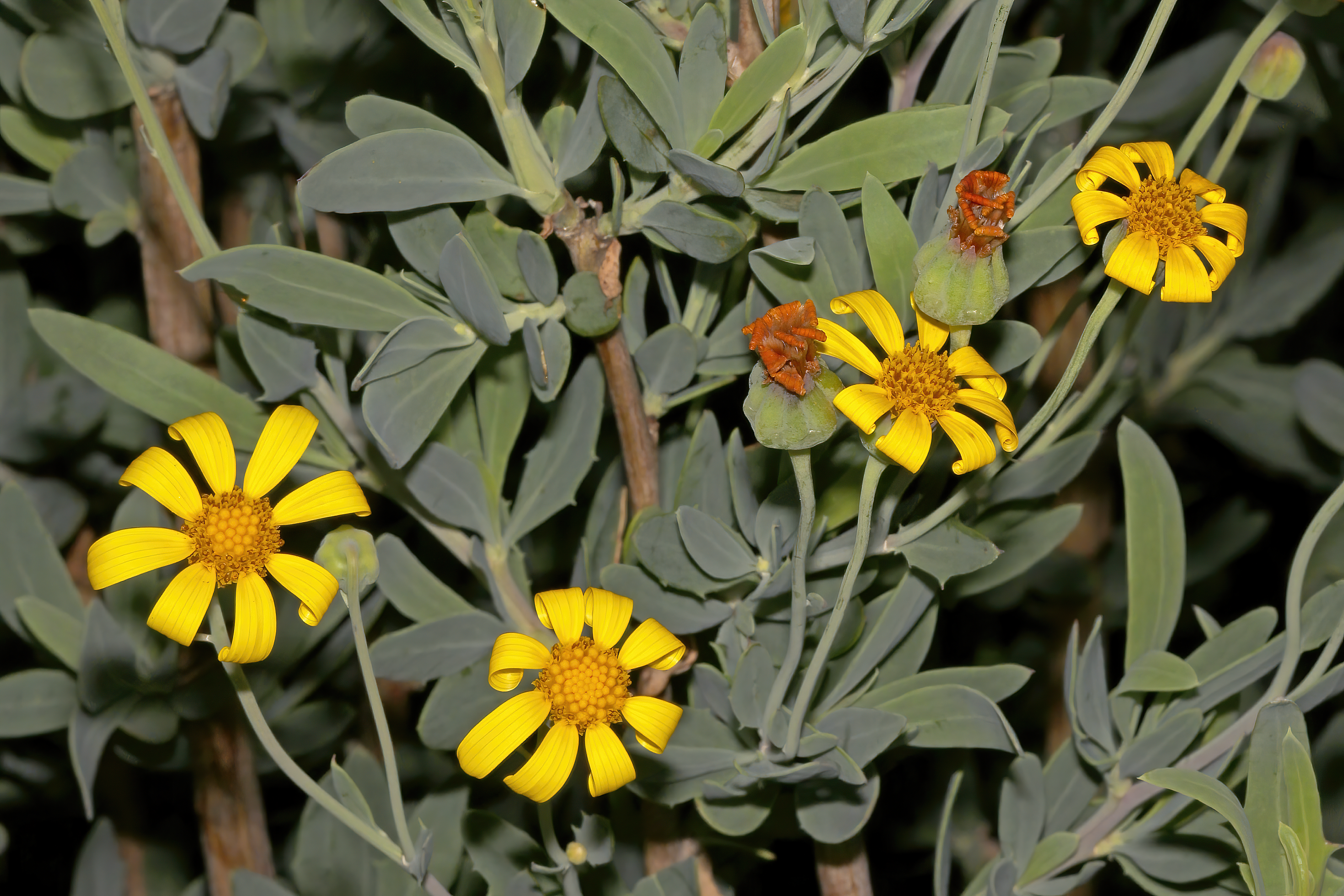
Infiorescenza
Othonna coronopifolia

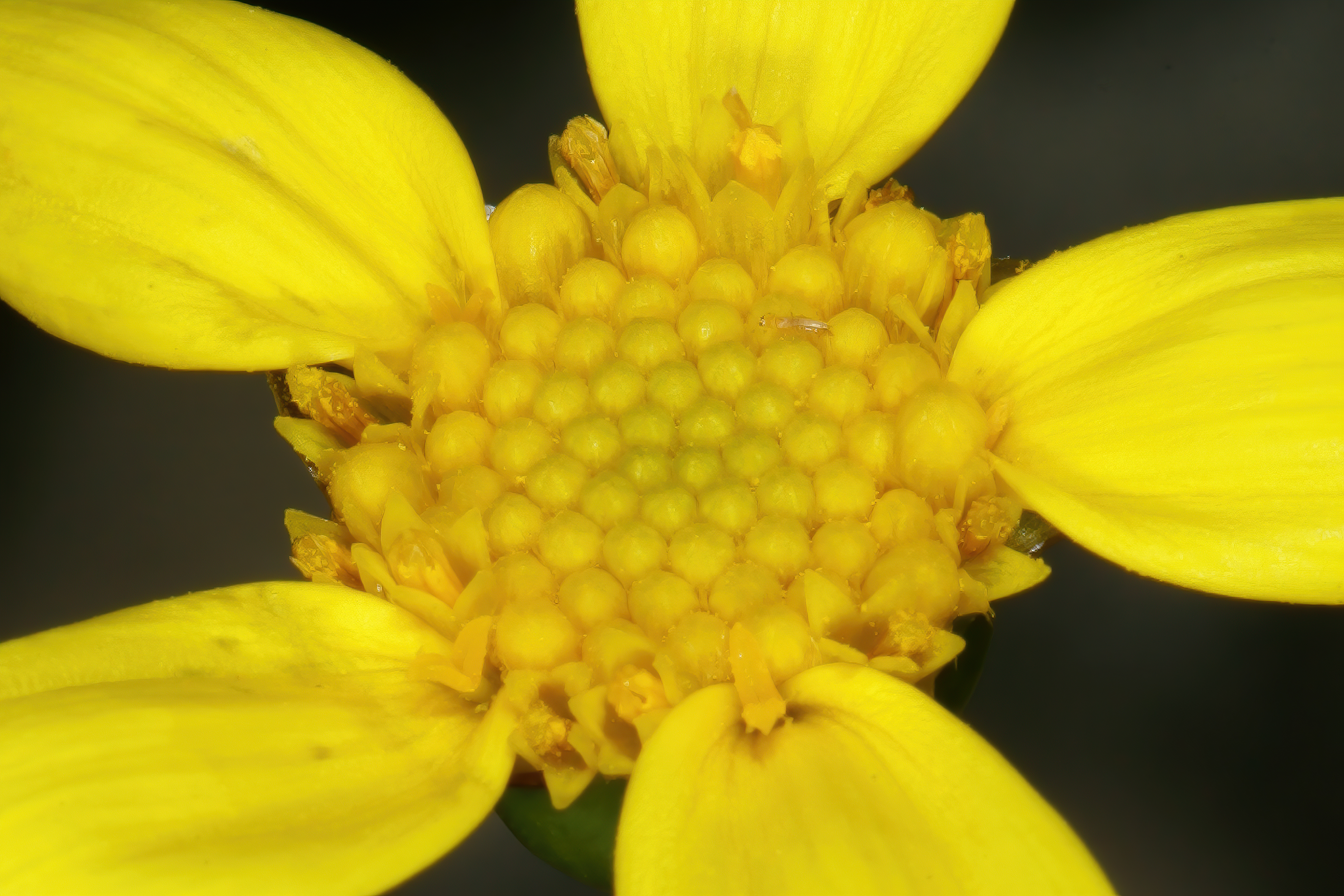
I fiori
Othonna arborescens

Habitus. Il genere comprende prevalentemente piante erbacee succulente a ciclo biologico perenne con portamenti arbustivi.
Fusto. 
- Parte ipogea: la parte sotterranea è un rizoma provvisto di radici secondarie. Sono presenti tuberi o cormi sotterranei.
- Parte epigea: la parte aerea è eretta, semplice o ramosa; la superficie può essere striata e pubescente.

Foglie. Le foglie si dividono in basali (rosulate) e cauline; lungo il caule sono disposte in modo alternato. Sono sessili o brevemente picciolate; la lamina è intera con forme da lanceolate a ovate; i bordi possono essere interi o variamente dentati o seghettati o anche lobati. La superficie è piatta e glabra.
Infiorescenza. Le sinflorescenze sono composte da più capolini (ma anche uno solo) organizzati in formazioni corimbose. Le infiorescenze vere e proprie sono formate da un capolino terminale peduncolato a forma discoidale (capolini di tipo a disco o radiato). In genere il peduncolo non è sotteso da un calice di brattee. In particolare i capolini sono composti da un involucro formato da diverse brattee, connate alla base, disposte in modo più o meno embricato su una serie, al cui interno un ricettacolo fa da base ai fiori di due tipi (fiori dimorfici): quelli esterni del raggio ligulati e quelli più interni del disco tubulosi. Il ricettacolo in genere è nudo (senza pagliette) e può essere peloso o glabro.
Fiori.  I fiori sono tetra-ciclici (formati cioè da 4 verticilli: calice – corolla – androceo – gineceo) e pentameri (calice e corolla formati da 5 elementi). Sono inoltre ermafroditi, più precisamente i fiori del raggio (quelli ligulati e zigomorfi) sono femminili; mentre quelli del disco centrale (tubulosi e actinomorfi) sono bisessuali o più facilmente funzionalmente maschili.
- Formula fiorale:

*/x K {\displaystyle \infty }, [C (5), A (5)], G 2 (infero), achenio
- Calice: i sepali del calice sono ridotti ad una coroncina di squame.
- Corolla: nella parte inferiore i petali della corolla sono saldati insieme e formano un tubo. In particolare la corolla del disco centrale (tubulosi) termina con delle fauci dilatate a raggiera con cinque lobi. La corolla dei fiori periferici (ligulati) il tubo si trasforma in un prolungamento nastriforme terminante più o meno con cinque dentelli. Il colore dei fiori è giallo, bianco, rosa o porpora.
- Androceo: gli stami sono 5 con dei filamenti liberi; le antere invece sono saldate fra di loro e formano un manicotto che circonda lo stilo (sono inoltre prive di appendici filiformi). Le antere normalmente sono senza coda ("ecaudate") e sono tetrasporangiate, raramente sono bisporangiate. Il tessuto endoteciale è radiale o polarizzato. Il polline è tricolporato (tipo "helianthoid").[11]
- Gineceo: lo stilo (dei fiori del raggio) è biforcato (raramente unico) con due stigmi nella parte apicale; gli stigmi hanno delle aree stigmatiche separate, sono troncati e hanno dei peli ampi. I rami dello stilo dei fiori del disco sono sterili, semplici con apici conici o ottusi. L'ovario è infero uniloculare formato da 2 carpelli.

Frutti. I frutti sono degli acheni con pappo. La forma dell'achenio è affusolata o ellittico-oblunga con diverse striature longitudinali alternate ad aree glabre o papillose-pelose. Il carpoforo è indistinto o distinto e ha la forma di un anello apicale. Il pappo in genere è bianco e formato da una più serie di snelle setole barbate persistenti o caduche.

## Biologia
Impollinazione: l'impollinazione avviene tramite insetti (impollinazione entomogama tramite farfalle diurne e notturne).
Riproduzione: la fecondazione avviene fondamentalmente tramite l'impollinazione dei fiori (vedi sopra).
Dispersione: i semi (gli acheni) cadendo a terra sono successivamente dispersi soprattutto da insetti tipo formiche (disseminazione mirmecoria). In questo tipo di piante avviene anche un altro tipo di dispersione: zoocoria. Infatti gli uncini delle brattee dell'involucro (se presenti) si agganciano ai peli degli animali di passaggio disperdendo così anche su lunghe distanze i semi della pianta. Inoltre per merito del pappo il vento può trasportare i semi anche a distanza di alcuni chilometri (disseminazione anemocora).

## Distribuzione e habitat
La distribuzione delle specie di questo genere è sudafricana e australiana.

## Tassonomia
La famiglia di appartenenza di questa voce (Asteraceae o Compositae, nomen conservandum) probabilmente originaria del Sud America, è la più numerosa del mondo vegetale, comprende oltre 23.000 specie distribuite su 1.535 generi, oppure 22.750 specie e 1.530 generi secondo altre fonti (una delle checklist più aggiornata elenca fino a 1.679 generi). La famiglia attualmente (2021) è divisa in 16 sottofamiglie; la sottofamiglia Asteroideae è una di queste e rappresenta l'evoluzione più recente di tutta la famiglia.

### Filogenesi
Il genere di questa voce appartiene alla sottotribù Othonninae della tribù Senecioneae (una delle 21 tribù della sottofamiglia Asteroideae). In base ai dati filogenetici la sottotribù, all'interno della tribù, occupa una posizione più o meno centrale e insieme alla sottotribù Senecioninae forma un "gruppo fratello".
I seguenti caratteri sono distintivi per la sottotribù:
- l'areale di origine della maggior parte delle specie è africana ("Sub-Saharan Africa");
- la forma e la disposizione delle brattee dell'involucro è varia;
- questo gruppo inoltre mostra notevoli variazioni in alcuni caratteri morfologici, come la forma e la disposizione delle foglie, l'indumento, il tipo di infiorescenza e il colore dei fiori.

La struttura principale della sottotribù è formata da una politomia di tre subcladi: (1) Gymnodiscus e Crassothonna, (2) Euryops, (3) Othonna, Hertia e Lopholaena.
I caratteri distintivi per le specie del genere  Othonna sono:
- il portamento è perenne arbustivo o subarbustivo;
- sono presenti dei condotti di resina;
- i fiori del raggio hanno delle forme da oblunghe a ellittico-oblunghe;
- gli stili sterili sono indivisi con apice conico.

Il numero cromosomico della specie è: 2n = 20, 40, 60 e 80.

### Sinonimi
Sono elencati alcuni sinonimi per questa entità:
- Aristotela Adans., 1763
- Calthoides  B.Juss. ex DC., 1838
- Ceradia  Lindl., 1845
- Doria  Thunb., 1800